# Johann Wilhelm Meigen
Johann Wilhelm Meigen (Solingen, 3 de maio de 1764 – Stolberg, 11 de julho de 1845) foi um entomologista alemão. Tornou-se famoso pelo seu trabalho sobre as dipteras.

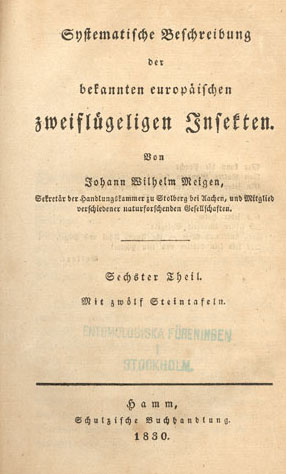
Systematische Beschreibung der bekannten europäischen zweiflügeligenInsekten

Foi o quinto filho de uma família de oito crianças de Johann Clemens Meigen e Sibylla Margaretha Bick. Sua origem foi muito modesta, seu pai tinha uma pequena loja em Solingen. Dois anos depois do seu nascimento, seus avós morreram e seus pais passaram a residir na propriedade da família. Porém, devido a guerra ( Guerra dos sete anos ) e péssimas colheitas , venderam a propriedade e retornaram para Solingen.
Meigen estudou na escola da cidade durante um tempo bastante curto. Felizmente aprendeu a ler e a escrever na propriedade. Um inquilino da casa, topógrafo do Estado, chamado Stamm deu-lhe as primeiras intruções de matemática. Berger, organista da igreja reformada , e professor da família, ensinou-lhe piano, ortografia, caligrafia e, mais tarde, ensinou-lhe também o francês.
Meigen tornou-se assistente de Berger, indo com ele para Mülheim. Lá viu pela primeira vez uma coleção sistemática de borboletas, aprendendo como coletar e preparar insetos. Desta maneira, interessou-se muito jovem pela natureza, iniciando precocemente a sua primeira coleção de lepidopteras.
No outono de 1779 retornou à Solingen para ajudar seus pais, em princípio dando aulas particulares de francês. No ano seguinte abriu uma escola de francês que funcionou somente até 1784. Neste período, durante suas poucas horas livres, estudou os 15 volumes da "Roman History" e os 4 volumes da "Ancient History" ( ambos em francês ) do historiador Charles Rollin. O único trabalho entomológico que possuia nesta época era Caterpillar Calendar de Moder ( ou Kleemann ).
Partiu em 1784 à Aix-la-Chapelle para trabalhar com o negociante M. Pelzer, como professor particular residente, Lá, um dos primos de Pelzer, Johann Matthias Baumhauer (1759-1818), filho de um negociante de lã , era um entomologista competente, e tinha uma coleção particular de aproximadamente 1 200 espécimens de borboletas além de numerosos insetos de outras ordens. O jovem Meigen passa a assisti-lo na manutenção da coleção.
Começou então a considerar mais cientificamente a sua coleção adquirindo algumas obras de entomologia, como o trabalho em dois volumes de Muller de Philipp Ludwig Statius que é uma tradução alemã do "Natursystem" de Carlos Lineu, publicado na Holanda por Houttyn, que permitiram-lhe determinar os seus espécimens. Faz as suas primeiras verificações científicas, particularmente sobre as estrias das asas das moscas, que põe em questão o tipo biológico definido por Carlos Lineu, sem saber que Thaddeus William Harris (1795-1856) da Grã-Bretanha e Louis Jurine (1749-1819) de Genebra tinham chegado a conclusões similares. Com o objetivo de melhor estudar as asas das dipteras , Meigen obteve os trabalhos de Johan Christian Fabricius (1745-1808), e adquire um microscópio numa feira de Leyde.
Com o uso do microscópio verificou rapidamente que somente a análise das estrias das asas não era suficiente para classificar as dipteras. Concluiu que a classificação das dipteras só estaria correta usando uma combinação de várias características, conhecido atualmente como sistema eclético.
No outono de 1786, morre o irmão mais novo do professor Berger, um organista da paróquia de Solingen. Meigen retorna à Solingen para assumir este posto, e aluga uma escola anexa à paróquia para lecionar francês. Lá conheceu um homem chamado Weniger, que compartilhou de seus interesses em botânica e entomologia. Como o seu entusiasmo pela entomologia e botânica cresceu, decidiu ampliar seus estudos às espécies do mundo. Weniger, também entusiasmado, entrou em contato com Herr Gerning em Frankfurt, que escreveu para o seu filho na Holanda pedindo-lhe para comprar espécimens de insetos para Meigen.
Em 1792, começa a estudar desenho. Então, recebe o convite para lecionar em Burtscheid, um distrito perto de Aix-la-Chapelle. Entretanto, não pode deixar Solingen porque foi ocupada pelo exército francês durante a Batalha de Jemappes. Somente após a batalha da batalha de Neerwinden , quando o exercíto francês se retirou, foi capaz de deslocar-se para Burtscheid, em Aix-la-Chapelle, onde ensinou e coletou espécimens.